# Steve Miner
Steve Miner, nome completo Stephen C. Miner (Westport, 18 giugno 1951), è un regista e produttore cinematografico statunitense.

## Carriera
Cresciuto in Connecticut, il suo debutto cinematografico avviene nel 1981 con Venerdì 13 parte II: L'assassino ti siede accanto, secondo capitolo della saga che parla delle gesta del temibile Jason Voorhees, l'assassino di Crystal Lake. Nel 1982 dirige Venerdì 13 parte III: Weekend di terrore, terzo capitolo della serie di Venerdì 13. Dopo questi due lavori, che hanno avuto un discreto successo, Miner dirige l'horror Chi è sepolto in quella casa? con William Katt. 
Dopo una breve parentesi con il film commedia Soul Man del 1986, nel 1989 torna al genere horror con il film Warlock che narra di uno stregone del New England del '600. Successivamente si distacca dall'horror per un certo periodo per dirigere film come Amore per sempre del 1992, Ma dov'è andata la mia bambina? del 1994 e Il grande bullo del 1996. 
Torna al genere horror dirigendo Halloween 20 anni dopo del 1998, settimo capitolo della saga di Halloween, Lake Placid del 1999 e Day of the Dead, remake de Il giorno degli zombi di George A. Romero.
Il suo ultimo lavoro al cinema risale al 2008 con la commedia Pericolosamente bionda.
Ha svolto attività registica anche in ambito televisivo, dirigendo alcune puntate delle serie Dawson's Creek, Smallville e Dead of Summer.

## Filmografia
- Venerdì 13 parte II: L'assassino ti siede accanto (Friday the 13th Part 2) (1981)
- Venerdì 13 parte III: Weekend di terrore (Friday the 13th Part 3) (1982)
- Chi è sepolto in quella casa? (House) (1986)
- Soul Man (1986)
- Warlock (1989)
- Tuffo nel buio (Wild Hearts Can't Be Broken) (1991)
- Amore per sempre (Forever Young) (1992)
- La croce di Santa Caterina (Sherwood's Travels) (1994)
- Ma dov'è andata la mia bambina? (My Father the Hero) (1994)
- Il grande bullo (Big Bully) (1996)
- Halloween 20 anni dopo (Halloween H20: 20 Years Later) (1998)
- Lake Placid (1999)
- Texas Rangers (2001)
- Day of the Dead (2008)
- Pericolosamente bionda (Major Movie Star) (2008)